# Unitat monetària de valor més alt
La unitat monetària de valor més alt és aquella moneda que, amb una unitat, es pot adquirir més d'una unitat de qualsevol altra moneda. Habitualment, el càlcul es fa utilitzant la major moneda reserva com, per exemple, l'euro (EUR), la lliura esterlina (GBP) o el dòlar dels Estats Units (USD).
Una moneda d'alt valor és diferent d'una moneda forta, que és aquella que disposa d'un alt poder adquisitiu i és vista com un dipòsit de valor fiable. Per exemple, el dinar kuwaitià no és gaire utilitzat fora de Kuwait i està lligat a l'economia d'aquest país. En canvi, l'euro és una moneda forta perquè es veu recolzada per l'economia de la zona euro, que és una economia forta, i també pels mercats internacionals; i també el ien japonès, per exemple, és considerada una moneda forta, encara que la taxa de canvi del dinar kuwaitià sigui més de 300 vegades la del ien.

## Llista de les unitats monetàries més altes
Aquesta llista s'ha elaborat segons dades de l'octubre del 2021. Totes aquestes unitats monetàries tenen un valor superior a un euro. Els valors estan expressats en euros i en dinars kuwaitians.
| Núm. | Estat o territori | Moneda                 | Codi ISO 4217 | Valor en euros | Valor en dinars kuwaitians | Bitllet de valor més alt                      |
| ---- | ----------------- | ---------------------- | ------------- | -------------- | -------------------------- | --------------------------------------------- |
| 1.   | Kuwait            | Dinar                  | KWD           | 3.18615        | 1                          | 20                                            |
| 3.   | Oman              | Rial                   | OMR           | 2.54746        | 0.799473                   | 50                                            |
| 2.   | Bahrain           | Dinar                  | BHD           | 2.60486        | 0.817524                   | 20                                            |
| 4.   | Letònia           | Lats                   | LVL           | 1.42288        | 0.446588                   | 500                                           |
| 5.   | Jordània          | Dinar                  | JOD           | 1.38159        | 0.433627                   | 50                                            |
| 6.   | FMI               | Drets especials de gir | XDR           | 1.2913         | 0.405241                   | –                                             |
| 7.   | Regne Unit        | Lliura                 | GBP           | 1.17503        | 0.36877                    | 50 (Angl. i Gal·les) 100 (Esc. i Irl. del N.) |
| 7.   | Gibraltar         | Lliura                 | GIP           | 1.17503        | 0.36877                    | 50                                            |
| 7.   | Guernsey          | Lliura                 | GGP           | 1.17503        | 0.36877                    | 50                                            |
| 7.   | Illes Malvines    | Lliura                 | FKP           | 1.17503        | 0.36877                    | 50                                            |
| 7.   | Jersey            | Lliura                 | JEP           | 1.17503        | 0.36877                    | 50                                            |
| 7.   | Man               | Lliura                 | IMP           | 1.17503        | 0.36877                    | 50                                            |
| 7.   | Santa Helena      | Lliura                 | SHP           | 1.17503        | 0.36877                    | 20                                            |
| 8.   | Eurozona          | Euro                   | EUR           | 1              | 0.313987                   | 500                                           |

1. ↑  Les taxes de canvi són fluctuants i es van obtenir del conversor www.xe.com el 2 d'octubre del 2011.
2. ↑  Es preveu que sigui substituït per l'euro
3. 1 2 3 4 5 6 7  Taxa de canvi fixa
4. ↑  La unitat monetària de valor més alt d'un membre de l'OCDE.
5. 1 2 3  No és un codi ISO 4217, però se sol utilitzar de manera no-oficial.